# Randy Rhoads
(Tommy Aldridge)
Randall William Rhoads, detto Randy (Santa Monica, 6 dicembre 1956 – Leesburg, 19 marzo 1982), è stato un chitarrista e compositore statunitense.
Annoverato tra i più talentuosi e influenti chitarristi della scena metal degli anni Ottanta, ha militato dapprima nei Quiet Riot e successivamente nella band di Ozzy Osbourne.
Noto per essere stato un devoto studioso della tecnica chitarristica e per averla combinata con elementi della musica classica e del jazz creando uno stile del tutto personale e innovativo, è stato inserito alla quarta posizione nella classifica dei cento migliori chitarristi metal di sempre stilata dalla rivista Guitar World e alla trentaseiesima posizione nella classifica dei cento migliori chitarristi di tutti i tempi di Rolling Stone. È inoltre presente nella classifica dei cinquanta chitarristi più veloci di sempre di Guitar World.
Tra le sue tracce più apprezzate si possono citare Revelation Mother Earth, Dee, Diary of a Madman, Goodbye to Romance e le celeberrime Mr. Crowley e Crazy Train, che si piazzarono rispettivamente alla ventottesima e alla nona posizione nella classifica dei cento migliori assoli di chitarra secondo Guitar About; in particolare l'assolo di Mr. Crowley è stato nominato come il più grande assolo di chitarra metal da Digital Dream Door mentre quello di Crazy Train è alla cinquantunesima posizione nella classifica delle cento migliori canzoni di chitarra di Rolling Stone.
Scomparso prematuramente all'età di venticinque anni in un incidente aereo, è sepolto al Mountain View Cemetery di San Bernardino.

## Biografia

### Giovinezza (1956-1970)
Randall William Rhoads nacque il 6 dicembre del 1956 all'ospedale St. John di Santa Monica, California, da William Arthur e Delores Rhoads. Il padre era un musicista che lavorava dal 1949 come insegnante alla "Musonia School of Music" di North Hollywood, California. Randall aveva anche un fratello di nome Doug (discreto batterista) e una sorella di nome Kathy, entrambi più grandi.
Nel 1958, quando Randall compì i suoi 2 anni di vita, suo padre divorziò e si risposò. Dal nuovo matrimonio nacquero Dan e Paul, fratelli di Randy. Superato il dolore della partenza del genitore, Rhoads iniziò nel 1963, all'età di sei anni, a suonare la chitarra, esercitandosi con una vecchia Gibson "Army-Navy" acustica ereditata da suo nonno materno. Dopo qualche anno Randy fu iscritto ai corsi di musica dell'istituto "Musonia School of Music" su consiglio della madre.
Assieme a sua sorella, iniziò ad esercitarsi con la chitarra folk, uno dei metodi all'epoca più popolari per imparare a suonare lo strumento. Allo stesso tempo però, sempre su richiesta della madre, iniziò a prendere anche lezioni di pianoforte, attraverso le quali Randall poté apprendere una maggiore tecnica musicale. Tuttavia egli abbandonò presto questi corsi e a 12 anni cominciò ad interessarsi definitivamente alla chitarra rock.
Sua madre possedeva una vecchia chitarra semi acustica, una "Harmony Rocket", con la quale Randy poté iniziare ad esercitarsi. Per un breve periodo, prese anche lezioni da Scott Shelly, un maestro di chitarra che insegnava nella stessa scuola della madre, ma dopo pochi mesi Shelly dovette andare dalla madre di Rhoads per spiegarle che non poteva continuare a dare lezioni al ragazzo, poiché egli aveva già imparato tutto ciò che l'insegnante sapeva.
Fu così che Rhoads cominciò ad indirizzarsi verso lo stile musicale e compositivo dell'hard rock e dell'heavy metal, stanco anche dello studio classico, che non soddisfaceva la sua vena musicale. Fin dall'inizio però queste influenze sonore e tecniche derivanti dagli intensi studi di musica classica andarono a contaminare e integrare il suo modo di concepire l'hard rock. Questo stile di comporre un rock fortemente classico e tecnico sarà integralmente mantenuto dal chitarrista anche durante gli anni della sua maturità musicale, e ne diverrà segno distintivo e veicolo per una veloce scalata al successo che porterà Rhoads ad affermarsi nella scena metal mondiale.

### I Quiet Riot (1975-1980)
Nel 1970, all'età di 14 anni, Randy decise di unirsi alla sua prima band. Il gruppo, chiamato "The Whore", ebbe vita breve e si sciolse dopo pochi mesi di prove ed esercitazioni. Dopo questa breve parentesi, Rhoads entrò a far parte di una band chiamata "Violet Fox", per la quale suonò per tre anni. Lasciato il gruppo nel 1973 Randall fondò infatti, all'età di 17 anni, una sua band personale, gli allora Little Woman, assieme al suo miglior amico e bassista Kelly Garni. Al gruppo si aggiunsero ben presto Kevin DuBrow, scelto dopo una breve audizione svoltasi nella cucina della casa di Randy, e il batterista Drew Forsyth, che aveva già suonato con Rhoads e Garni in passato.
Nel 1975 i Little Woman cambiarono nome in Quiet Riot su spinta di DuBrow che ne aveva suggerito la nuova denominazione prendendo ispirazione da Richard Parfitt, chitarrista del gruppo inglese Status Quo. La band iniziò a suonare in piccoli bar e locali di Hollywood, oltre che in feste locali a Burbank. Dopo pochi anni i Quiet Riot si esibirono anche in strutture più note come il Whisky a Go Go e il The Starwood, suonando al fianco di note band come gli Angel, i Legs Diamond e i Van Halen.
Nel maggio 1975 il gruppo riuscì a registrare il suo primo EP avvalendosi della casa discografica del loro manager, la Magic Wand Records, che però li lasciò subito dopo la pubblicazione. Sul finire dell'estate la band trovò un'etichetta disposta al contratto, la Casablanca Records, che ritirò poco dopo l'offerta. Successivamente fu trovato un momentaneo accordo con la Buddah Records che però dichiarò bancarotta dopo poche settimane. Finalmente nel 1977 i Quiet Riot furono contattati dalla casa discografica giapponese Sony Records, che gli assicurò la pubblicazione di un album gestendo le vendite limitatamente al solo Giappone.
Fu così che nel 1978 il gruppo pubblicò il suo primo album, l'omonimo Quiet Riot. Il disco ottenne un buon numero di vendite in Giappone e portò alla nascita dei primi fan club della band nell'arcipelago nipponico. Nello stesso anno Kelly Garni lasciò la band per seguire una carriera da paramedico e venne sostituito nel gruppo dal bassista Rudy Sarzo. Nel 1979 la band, dopo aver ottenuto il prolungamento contrattuale dalla Sony, pubblicò un secondo album, intitolato Quiet Riot II. Nel disco, nonostante il neo entrato Sarzo vi sia accreditato come musicista, Garni diede ancora il suo ultimo contributo durante le registrazioni. Quiet Riot II, anch'esso pubblicato solo in Giappone, si rivelò un maggior successo rispetto al precedente e contribuì notevolmente ad incrementare la fama del gruppo.

### Ozzy Osbourne (1979-1982)

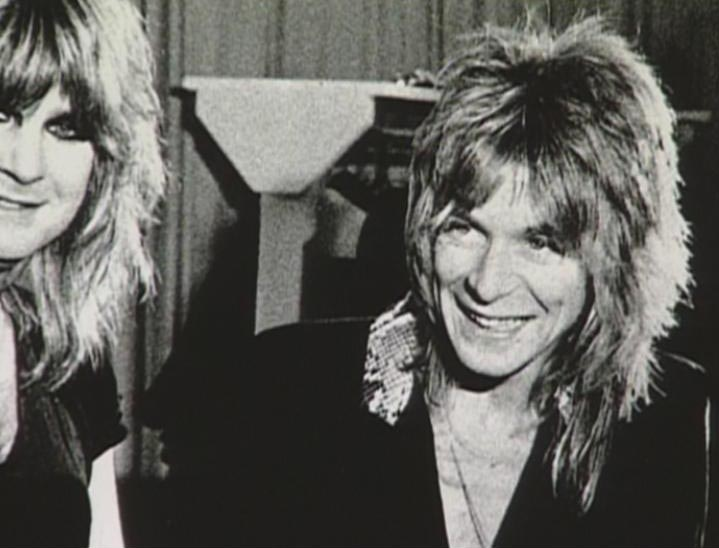
Rhoads assieme a Ozzy Osbourne nel 1981, mentre riceve il Best New Talent Award dalla rivista Guitar Player

Nel 1979, l'ex voce dei Black Sabbath Ozzy Osbourne fondò il suo progetto solista. Alla ricerca di un chitarrista per il gruppo, Ozzy accettò la proposta di Dana Strum (primo bassista della sua band, ed in futuro bassista dei Vinnie Vincent Invasion e degli Slaughter) che gli raccomandò di visionare un certo Randy Rhoads, musicista dei giovani emergenti Quiet Riot. Randy ricevette la chiamata per le audizioni appena prima di un'esibizione con il suo gruppo e si presentò così al provino in fretta e furia con la sua chitarra "Polka dot V" costruita da Carl Sandoval. Osbourne, notando subito l'intesa stilistica tra i due, ingaggiò immediatamente il chitarrista, scartando l'altro possibile candidato George Lynch, poi entrato nei Dokken. Così Rhoads, raccomandato Greg Leon (che poco dopo entrerà nei Dokken) come suo sostituto nei Quiet Riot, si unì alla band.
In anni recenti è stato reso noto dal suo migliore amico e compagno nei Quiet Riot Kelly Garni, che Randy non fu mai un grande fan dei Black Sabbath e che inizialmente non era neanche interessato a lasciare i Quiet Riot per la band di Osbourne poiché aveva più volte affermato di trovarsi bene con i Riot e di voler mantenere il suo ruolo nella band. Inoltre, sempre Garni affermò che, durante la giovinezza, lui e Randy consideravano i Black Sabbath un gruppo ridicolo e da non prendere sul serio per via dei loro atteggiamenti oscuri e satanici. Nonostante ciò, Rhoads accettò comunque l'incarico, anche su consiglio della madre che pensava che fosse l'occasione giusta per permettere al figlio di conquistare il definitivo successo.
Arrivato in Inghilterra nel marzo 1980 per iniziare a lavorare sul nuovo album, Rhoads aiutò Osbourne nella ricerca degli altri componenti per il gruppo ingaggiando il bassista Bob Daisley, il batterista ex Uriah Heep Lee Kerslake e il tastierista Don Airey, che aveva già suonato con Osbourne nei Black Sabbath per l'album Never Say Die!. Nonostante Randy fosse ormai entrato nella band di Ozzy, partecipò ad un'ultima serie di date con i Quiet Riot nel maggio del 1980, con i quali si esibì in tre occasioni al The Starwood con i Dokken. Dopo questi concerti, Rhoads tornò a dedicarsi a tempo pieno al progetto di Osbourne.
Dopo un paio di mesi di registrazioni, Osbourne pubblicò il suo primo album solista il 20 settembre 1980, intitolato Blizzard of Ozz. Grazie anche allo stile di Rhoads che importò forti influenze neo-classiche nel sound, il disco riscosse un enorme successo soprattutto negli Stati Uniti, dove vennero estratti due singoli: "Mr. Crowley" e "Crazy Train". Dopo un tour della durata di quasi un anno che riscosse un grande impatto, la band tornò in studio e registrò un nuovo disco, intitolato Diary of a Madman, che bissò il precedente successo grazie anche ai singoli "Over the Mountain" e "Flying High Again". Due giorni dopo le registrazioni dell'album Ozzy, seguendo il consiglio di Rhoads, sostituì Kerslake e Daisley con il batterista Tommy Aldridge e l'ex bassista dei Quiet Riot Rudy Sarzo, con i quali il gruppo partì per un lungo tour negli Stati Uniti.

### La morte (19 marzo 1982)
(Ozzy Osbourne)
Il 18 marzo 1982, durante il "Diary of a Madman tour", il gruppo fece tappa al Civic Coliseum di Knoxville, nel Tennessee. Terminato il concerto la band si diresse verso Orlando, città della Florida, per prendere parte al "Rock Super Bowl XIV" insieme ad artisti come Foreigner, Bryan Adams e UFO. Lungo la strada il gruppo passò vicino alla casa dell'autista del loro bus, Andrew C. Aycock, che viveva a Leesburg, Florida, presso il "Flying Baron Estates", un complesso abitativo composto da tre case con un hangar per aeroplani ed una pista d'atterraggio.
Il veicolo arrivò sul posto attorno alle 8:00 di mattina del 19 marzo 1982, parcheggiando ad un centinaio di metri dalla pista di atterraggio e a circa venti metri dall'abitazione. Sull'autobus viaggiavano Ozzy, la moglie Sharon, Rudy Sarzo, Tommy Aldridge, Don Airey, Wanda Aycock, Andrew Aycock, Rachel Youngblood, Randy Rhoads ed il manager della band. All'arrivo nella proprietà, Aycock e sua moglie Wanda si recarono a casa di Jerry Calhoun, proprietario della struttura ed ex musicista country e western. Alcuni passeggeri rimasero a dormire all'interno del mezzo, mentre altri uscirono a prendere un po' d'aria dopo il lungo viaggio.
All'interno di uno degli hangar della struttura, era parcheggiato un aeroplano, un "Beechcraft Bonanza F-35" del 1955 bianco e rosso, di proprietà di un certo Mike Partin. L'autista Andrew Aycock, essendo provvisto di un brevetto di pilota, decise di fare un giro sul velivolo senza permesso alcuno ed invitò a volar con lui il tastierista Don Airey ed il manager del gruppo. I tre viaggiarono per qualche minuto a bassa quota attorno alla zona. Atterrato sulla pista, attorno alle 9:00 di mattina Aycock imbarcò sul mezzo la parrucchiera Rachel Youngblood e Randy Rhoads.
Questa volta Aycock decise di esibirsi in un pericoloso "stunt", girando attorno al bus della band e sfiorandolo per tre volte, nel tentativo di svegliare coloro che dormivano al suo interno con il rombo del motore. Al quarto passaggio, l'ala sinistra dell'aereo toccò il bus parcheggiato. L'aeroplano oltrepassò l'autobus, colpendo un albero di pino prima di schiantarsi sul garage della casa di Calhoun. L'edificio prese fuoco immediatamente, seguito in breve tempo dal garage e dai due veicoli parcheggiati all'interno, una Oldsmobile ed una Ford Granada. Jesse Herndon, che era all'interno della casa durante l'impatto, riuscì ad uscire illeso dall'incendio.
Randy Rhoads morì nell'impatto insieme agli altri due passeggeri, Aycock e Youngblood, che avevano rispettivamente 36 e 58 anni.
L'inchiesta rivelò che Andrew Aycock aveva recentemente fatto uso di cocaina (in Rhoads non venne rilevata alcuna traccia di sostanze stupefacenti) e che la sua licenza di pilotaggio non era più valida a causa del certificato medico scaduto.
La parte più grande staccatasi dall'aereo fu una sezione dell'ala di una lunghezza di circa 3 metri, proprio il pezzo che colpì il lato del bus. L'albero di pino urtato durante lo schianto si abbatté fra il mezzo e la casa, mentre il pullman venne spostato a circa 100 metri dall'abitazione. Ozzy Osbourne, Tommy Aldrige, Rudy Sarzo e Sharon Arden, che stavano in quel momento dormendo all'interno del pullman, vennero svegliati dal frastuono e dall'impatto. In un primo momento pensarono di essere stati coinvolti in un incidente d'auto e, solo una volta usciti dal veicolo, appresero quello che era successo. Sia la moglie di Aycock che il tastierista Don Airey assistettero invece allo schianto, in quanto avevano deciso di uscire all'aria aperta invece che riposarsi. Stessa sorte toccò a Marylee Morrison che stava cavalcando all'interno della proprietà e ad altri due uomini che si trovavano dall'altra parte della pista. Furono loro a raccontare la dinamica alla polizia.

### Dopo la morte (1982-oggi)

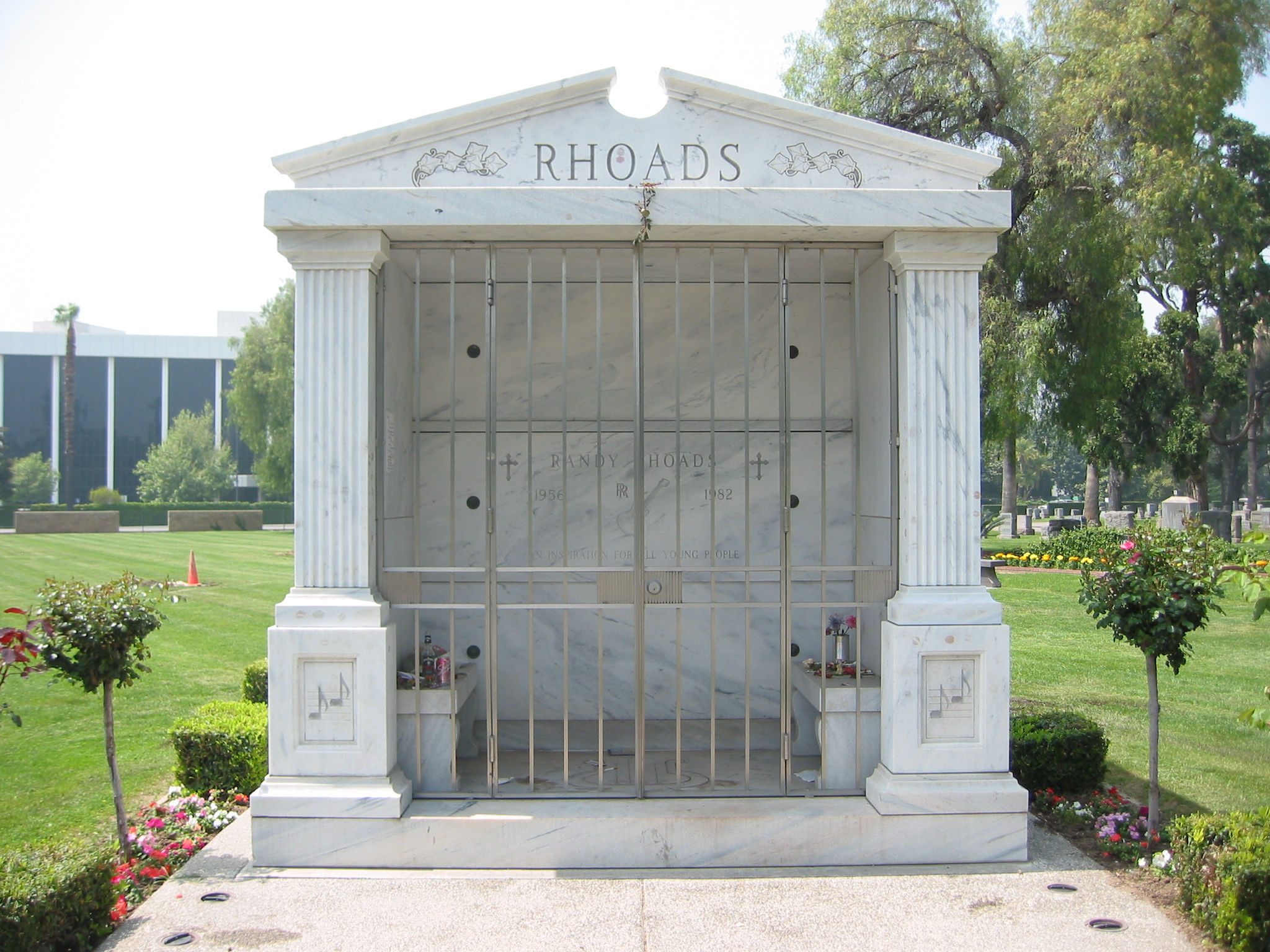
La tomba di Randy Rhoads

Il funerale di Randy Rhoads si svolse alla First Lutheran Church di Burbank, California (dove all'epoca viveva la madre). Il suo corpo fu sepolto al Mountain View Cemetery di San Bernardino, California, nei pressi della tomba dei suoi nonni. Sulla sua lapide furono incise le doppie R, segno distintivo del chitarrista, poste al fianco di una chitarra e di una frase, incisa sotto il suo nome, recitante:
In seguito alla morte di Randy, Ozzy Osbourne crollò in una profonda depressione. Il concerto al "Rock Super Bowl XIV" fu cancellato ma il cantante dovette comunque completare il tour per motivi di sponsor. Come sostituto di Rhoads fu ingaggiato dapprima Bernie Tormé, chitarrista dei Gillan, che suonò per un solo mese, poi Brad Gillis dei Night Ranger, lo stesso che completò le registrazioni dell'album live Speak of the Devil (Talk of the Devil nel Regno Unito). In questo disco Ozzy incluse ancora alcune tracce dal vivo e canzoni composte al fianco di Rhoads, e di conseguenza Speak of the Devil venne inizialmente (ed erroneamente) incluso nella discografia del chitarrista. Qualche anno dopo questa uscita Osbourne decise di pubblicare Tribute, un nuovo album live contenente tutte quelle tracce composte con Randy che dovevano essere originariamente pubblicate sul suo primo album live.
Nel 1983 i Quiet Riot pubblicarono l'album Metal Health che, totalizzando un altissimo numero di copie vendute, li consacrò come una delle band più influenti nella storia dell'heavy metal. In questo disco è presente una traccia dedicata a Randy Rhoads intitolata "Thunderbird", un omaggio fortemente dovuto a questo chitarrista che contribuì notevolmente alla scalata al successo di questo gruppo. Infatti probabilmente fu proprio grazie alla notorietà di Randy che i Quiet Riot riuscirono ad ottenere il loro primo contratto discografico ed un enorme successo e valore finanziario. Inoltre la band pubblicò nel 1993 del materiale inedito risalente al periodo con Randy in un disco intitolato The Randy Rhoads Years, mentre venne fatto circolare anche un bootleg non ufficiale chiamato "Quiet Riot's Third Album" contenente tracce suonate con Rhoads tra il '77 e il '79.
Nel 1983 il marchio di strumenti musicali Jackson Guitars/Charvel cominciò a produrre in serie i modelli progettati da Rhoads, strumenti che vennero gestiti da Wayne Charvel. Questo articolo, che verrà pubblicato con nome Jackson Randy Rhoads, sarà il modello di punta della casa statunitense, nonché il primo con cui il neonato marchio di chitarre esordirà nei primi anni ottanta.
Nel 2000 la Warner Bros. Records pubblica un album tributo dedicato al chitarrista, intitolato Randy Rhoads Tribute contenente alcune tracce dei primi due album con Ozzy Osbourne, al quale parteciparono diversi volti noti della scena heavy metal tra cui Joe Lynn Turner, George Lynch, Jake E. Lee, Sebastian Bach, Dimebag Darrel, Mark Slaughter, Kane Roberts, Al Pitrelli e molti altri.
Il 18 marzo 2004 Randy Rhoads fu inserito nella sala dedicata ai più grandi chitarristi della storia dell'heavy metal, la "Guitar Center Rock Walk" situata a Hollywood, California. Alla cerimonia furono ospiti alcuni famigliari dell'artista (Delores e Kelle Rhoads) oltre a Rudy Sarzo, Ozzy Osbourne e sua moglie Sharon, Zakk Wylde e Yngwie Malmsteen.

## Musica

### Strumentazione

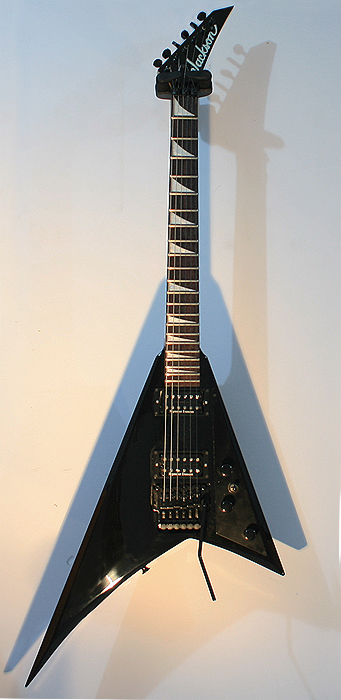
Un modello di Jackson Randy Rhoads

Randy Rhoads esordì come professionista esibendosi con una chitarra Gibson Les Paul Custom del 1974 di colore bianco. Questo strumento verrà alternato negli anni seguenti con altri modelli come la personalissima "Polka Dot V", un modello simile alla "Gibson Flying V" con il ponte mobile, la paletta in linea e la grafica a pallini bianchi su sfondo nero, e la "Concorde", un modello a V da lui progettato con le punte acuminate (di cui quella superiore più lunga di quella inferiore). Quest'ultimo modello venne ribattezzato proprio "Randy Rhoads" in seguito alla sua morte, quando venne messo sul mercato dalla Jackson/Charvel.
Attorno al 1979 Randy Rhoads si rivolse a Karl Sandoval, dipendente della Charvel Guitars, per avere una "Flying V" personalizzata con la paletta in linea come una Fender, un ponte mobile come una Stratocaster, due humbucker "DiMarzio Super Distortion" e una finitura nera a pallini bianchi da abbinare al suo look composto da gilet e farfallino. La chitarra venne in breve tempo completata e ribattezzata "Polka Dot V". Questa divenne lo strumento principale del chitarrista durante l'ultimo anno con i Quiet Riot e durante il primo tour con Ozzy Osbourne del 1980 (gran parte del materiale di Blizzard of Ozz fu registrato proprio con questo modello).
Nel 1980 Rhoads decise di farsi costruire un'ulteriore strumento personalizzato. Dopo aver subito un secco rifiuto dalla Dean Guitars per una Flying V con tremolo, Randy contattò Grover Jackson, proprietario della Charvel e Jackson, il quale accettò la costruzione del progetto. Seguendo le istruzioni del chitarrista, la paletta venne appuntita ed assemblata con meccaniche in linea, con un manico molto simile a quello della Les Paul Custom già di possesso del chitarrista (incluso l'attacco al corpo al sedicesimo tasto) e soprattutto con un corpo a forma di V asimmetrica, assai differente da quello della Gibson. Si ipotizzò che tale estetica fosse stata suggerita non solo per motivi estetici ma anche per una questione di comodità, in quanto effettivamente la V tradizionale era sempre stato uno strumento scomodo e difficile da suonare da seduti.
Per completare il prototipo vennero richiesti due humbucker, stavolta di Seymour Duncan, con controlli separati di tono e volume, mentre la posizione del selettore dei pickup fu scelta sul lato della cassa. La chitarra venne dotata di un tremolo di ottone Charvel e, dal punto di vista della costruzione, risultò caratterizzata dalla forma a manico passante creata in acero (sempre per ottenere un effetto tonale simile a quello della sua Les Paul), ovvero dalla presenza di un'unica asse di legno per la parte centrale della cassa e per il manico. Questa scelta assicurava infatti il massimo sustain possibile. Inoltre al corpo centrale vennero incollate ali di ontano, per alleggerire il peso già considerevole dello strumento. Prudente nello stampare il marchio Charvel ormai già avviato, il proprietario della casa produttrice, Grover Jackson, incise il marchio "Jackson" in oro su questo modello così estremo e rivoluzionario, nel caso questo non avesse dovuto ottenere successo. Con questa manovra Jackson diede inavvertitamente vita ad un nuovo marchio e a una nuova visione di costruzione degli strumenti, la Jackson Guitars, realmente una divisione della stessa casa Charvel.
La sua V, rifinita di bianco e di parti metalliche dorate, fece per la prima volta apparizione sul palco durante il "Diary of a Madman Tour" e divenne subito l'icona della tournée e del nuovo heavy metal degli anni ottanta. Il modello venne poi successivamente ribattezzato "Jackson Randy Rhoads" ed è tutt'oggi portabandiera della casa statunitense.
Randy è noto per l'utilizzo di amplificatori Marshall fatti modificare dalla stessa azienda sia nell'estetica (bianchi anziché neri) che nel sound. Le testate, delle "Plexi" da 100 watt, hanno una modifica nella circuitazione che permette di avere i canali in cascata invece che in parallelo quando si utilizza uno dei quattro input in modo da ottenere una maggiore saturazione. Tale testata è stata poi messa in commercio da Marshall nel 2008 in edizione limitata con il nome di 1959RR.

### Attrezzatura
Randy utilizzava una configurazione relativamente piccola, con poche chitarre e un piccolo set di effetti ed amplificatori.
Chitarre:
- Gibson Les Paul - Custom 1974 (in colore alpine white ingiallito da usura) (modificata da Randy stesso)
- Karl Sandoval - Polka Dot Flying V
- Jackson Randy Rhoads - Concorde (colore bianco)
- Jackson Randy Rhoads (colore nero standard)
- Fender Stratocaster marrone, in realtà una partscaster, utilizzata nei primi album dei Quiet Riot e parzialmente nella parentesi con Ozzy Osbourne. La chitarra era costituita da un corpo Stratocaster anno 1957, cui era avvitato un manico appartenuto ad una Fender Jazzmaster del '63 o '64. Il battipenna era dei primi anni '60, e presentava 4 switch in totale, 3 vicini ai potenziometri (che attivavano e disattivavano ciascun single coil) ed uno sulla spalla destra dello strumento, adibito alla messa in fuori fase del pickup al ponte.

Effetti:
- Vox Wah
- Roland RE-201
- Korg Echo
- MXR Distortion+
- EQ a 10 bande prodotto da MXR
- Flanger
- Chorus

Amplificatori:
- Marshall JMP MkII 100 W Plexi (modificato da Marshall su richiesta di Randy con uno dei quattro input avente i canali in cascata, simile a quanto accade in una 2203)
- Marshall 1960/Altec 417-8H

### Influenze musicali
(Rolling Stone)
Il particolare stile di Rhoads nacque dai suoi intensi studi giovanili: è risaputo infatti che si avvicinò al la musica passando attraverso l'imitazione e lo studio di generi come il folk, la musica classica e il primo hard rock/heavy metal, elementi questi riscontrabili nel sound maturo del chitarrista.
Queste sonorità nacquero da una mistura di varie influenze che il chitarrista subì nel corso degli anni: le principali furono raccontate dallo stesso Randy in una celebre intervista ad una rivista statunitense. Rhoads ribadì subito il suo apprezzamento per la musica classica e per il blues rock e confessò che negli anni di carriera non si atteggiò mai come un chitarrista esperto o tecnico poiché non aveva mai avuto il tempo di lavorare con continuità su questo aspetto.
Parlando degli artisti che lo influenzarono maggiormente citò Eddie Van Halen, Steve Lukather, Allan Holdsworth, Andy Summers (The Police), John McLaughlin, Leslie West, Earl Klugh, Jeff Beck, Ritchie Blackmore, B.B. King, Michael Schenker, Mick Ronson, Glen Buxton nonché Gary Moore.
Tra gli altri nomi citati da Rhoads spiccarono quelli di Ronnie Montrose, di cui il chitarrista apprezzava notevolmente lo stile nei bending, e di Pat Metheny, per Randy il più abile nelle parti acustiche. Più in generale il chitarrista disse di aver subito influenze da tutti i musicisti inglesi degli anni settanta che usavano molto la tecnica del vibrato, stile che lo affascinò fin dalla giovinezza.
Il sound così innovativo e inedito proposto da Rhoads fu a lungo teatro di imitazione da parte di altri artisti come Zakk Wylde, Dimebag Darrell, John Petrucci, Jake E. Lee, George Lynch, James Murphy, Troy Stetina, Dweezil Zappa, Paul Gilbert, Marty Friedman, Criss Oliva, Hide, Kirk Hammett, Buckethead, Michael Romeo, Alexi Laiho, Luke Fortini,  Alex Skolnick e Warren DeMartini, i quali, creando il loro sound personale sulle basi offerte da Randy, raggiunsero il successo e contribuirono a rendere il nome di questo chitarrista immortale nel tempo.

## Discografia

### Con i Quiet Riot
- 1978 - Quiet Riot
- 1979 - Quiet Riot II
- 1993 - The Randy Rhoads Years

### Con Ozzy Osbourne
- 1980 - Blizzard of Ozz
- 1981 - Diary of a Madman
- 1987 - Tribute
- 1990 - Ten Commandments
- 1997 - The Ozzman Cometh
- 2003 - The Essential Ozzy Osbourne
- 2005 - Prince of Darkness